# Verkehrsstatistik
Die Verkehrsstatistik ist ein Teilgebiet der Statistik, in dem die theoretischen Grundlagen für die Untersuchung von Massenerscheinungen des Verkehrs bzw. des Verkehrswesens geschaffen werden. Aufgrund der Weiträumigkeit der Verkehrsprozesse sowie der Gleichzeitigkeit von Leistungserstellung und Verbrauch der Mobilitätsdienstleistung ergeben sich insbesondere hinsichtlich der Verkehrserhebung einige Besonderheiten gegenüber den anderen Zweigen der Wirtschaftsstatistik. 
Arbeitsbereiche:  
- Statistik der Verkehrsmittel, (siehe „PKW-Einheit“)
- Statistik der Verkehrsanlagen,
- Statistik der Arbeitskräfte,
- Statistik der Verkehrsleistungen (Verkehrsstromstatistik),
- Statistik der Effektivität des Verkehrs.

Anwendung in: Verkehrswirtschaft, Verkehrsökonometrie, Verkehrsingenieurwesen, Verkehrsplanung, Verkehrspolitik, Verkehrsgeographie, Verkehrsphysik, Verkehrsgeschichte.